# وندایور (آلاباما)
وندایور (به انگلیسی: Vandiver) شهرکی در شهرستان شلبی ایالت آلاباما است که مساحت آن ۵۴٫۴۱ کیلومترمربع است و در سرشماری سال ۲۰۱۰ میلادی، ۱٬۱۳۵ نفر جمعیت داشته و تراکم جمعیتی آن، ۲۰٫۸۶ در کیلومترمربع بوده است.